# Hotel Africa (Monrovia)
Koordinaten: 6° 23′ 23″ N, 10° 48′ 13,4″ W
Das Hotel Africa ist ein ehemaliges Luxushotel in der liberianischen Hauptstadt Monrovia. Es befindet sich etwa zehn Kilometer (Luftlinie) nördlich des Stadtzentrums an der Mündung des Saint Paul River in den Atlantik. Das architektonisch an europäischen Hotels der 1970er Jahre orientierte Gebäude verfügt über einen unverbauten Blick auf die Hauptstadt, die Atlantikküste und den Hafen von Monrovia.
Während des Bürgerkrieges wurde das Hotel für Besucher geschlossen. Beim Sturm auf die Hauptstadt im Zweiten Bürgerkrieg wurde es ausgeplündert und ist heute eine fensterlose Ruine. Wegen der Größe des Ruinenkomplexes – zwei sechsgeschossige Hauptgebäude und einige Bungalows und Nebengebäude auf dem parkartigen Gelände – unterblieb bisher eine Renovierung; auch ist die wirtschaftliche Perspektive für ein derart großes Hotel in Monrovia nicht erwiesen.
Auf dem Vorgelände befindet sich gegenwärtig das Camp Clara, die „Militärbasis“ der irischen und schwedischen UN-Kontingente in Liberia. Im August 2005 besuchte der BBC-Reporter und Bildjournalist Simon Norfolk im Auftrag der Irischen Streitkräfte Camp Clara. Bei dieser Gelegenheit entstand neben einem ausführlichen Bericht zum Militäreinsatz auch die einzigartige Bilddokumentation Welcome to the Hotel Africa mit Szenen vom Verfall und der architektonischen Schönheit dieser Ruine.